# Freie Wahl (1704)

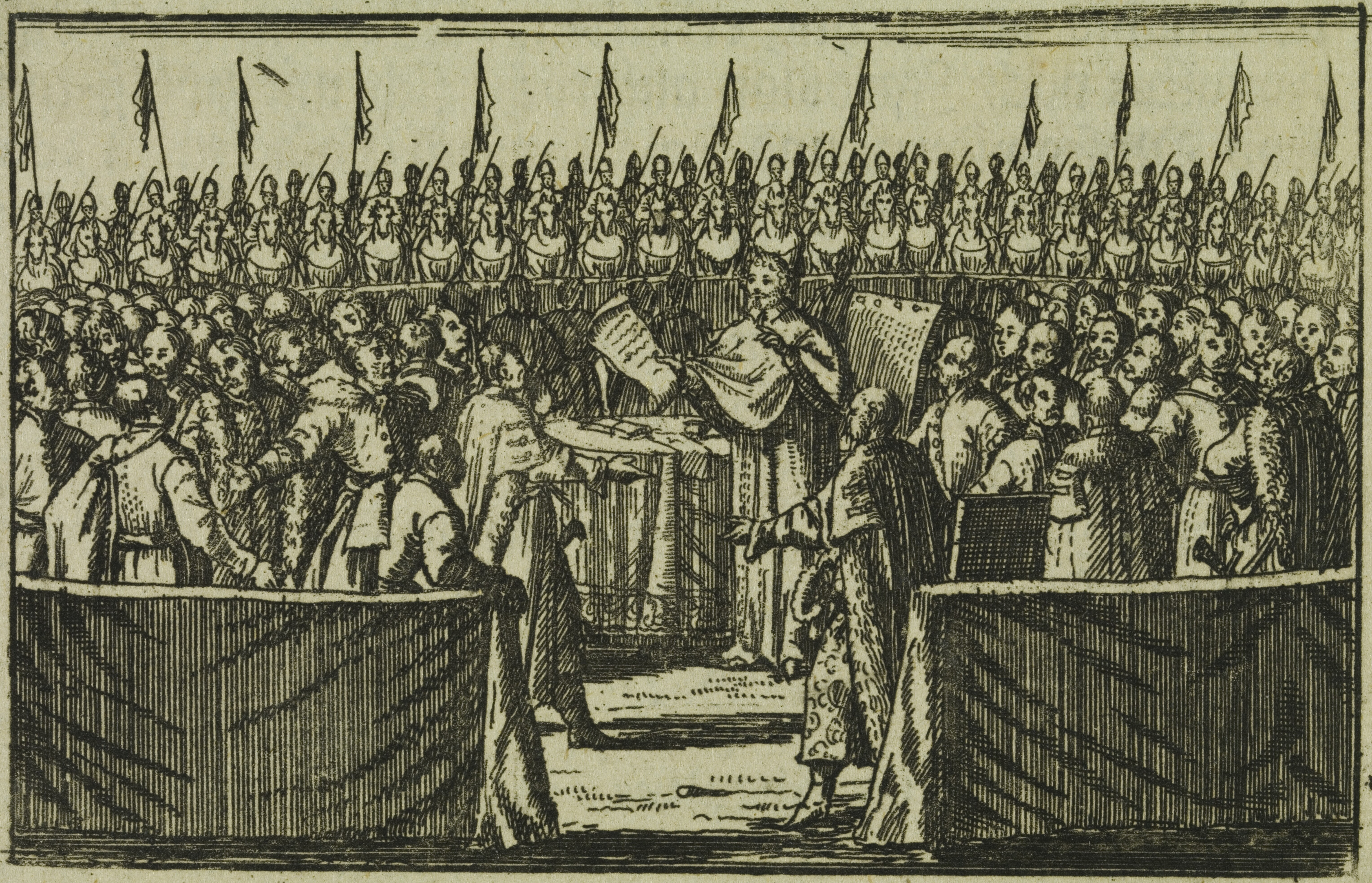
Wahl von Stanislaus I. Leszczyński (1704)

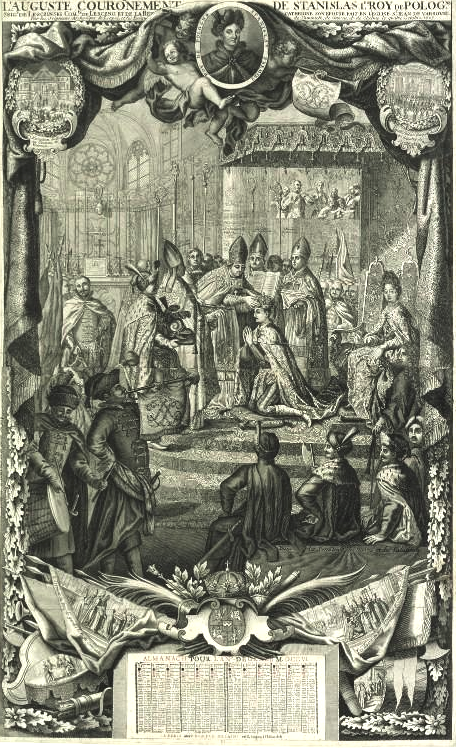
Krönung von Stanislaus I. Leszczyński (1705)

Die Freie Wahl von 1704 war die insgesamt neunte ihrer Art zur Bestimmung des Königs und Großfürsten der Königlichen Republik der polnischen Krone und des Großfürstentums Litauen durch den Adel in seiner Gesamtheit.

## Geschichte
Anfang 1700 begann August II., König von Polen, Großfürst von Litauen sowie Kurfürst von Sachsen, den Großen Nordischen Krieg durch den Angriff auf Livland. Trotz russischer Unterstützung verlor die sächsische Armee mehrere Schlachten, sodass bald darauf der Staatenbund Polen-Litauen größtenteils von dem schwedischen Großreich kontrolliert wurde. Im Juni 1703 hat August II. eine besondere Sejmversammlung in Lublin einberufen, wo er mit weitverbreiteter Kritik konfrontiert wurde. Seine Gegner wurden vom Primas Polens Michael Radziejowski sowie den Söhnen Jakob und Konstanty Sobieski des kürzlich verstorbenen Königs Johann III. Sobieski angeführt.
Die Gegner August II. bildeten die Konföderation von Warschau und am 16. Februar 1704 wurde er in Warschau von ihnen entthront. Im April des gleichen Jahres traf sich der junge Woiwode von Posen Stanislaus Leszczyński mit dem schwedischen König Karl XII. in Lidzbark Warmiński. Der schwedische Herrscher war sich bewusst von Leszczyńskis Einfluss in Großpolen und deklarierte, dass er neuer König von Polen-Litauen werden soll. Leszczyński hat zunächst im Gegenzug die vorübergehende Kontrolle über die Krone versprochen, und an Jakob Sobieski zu überreichen. Jedoch hat er sein Versprechen nicht gehalten.
Am 12. Juli 1704 hat sich eine kleine Gruppe von Adeligen in einem schwedischen Armeelager nahe Warschau versammelt und erklärten Leszczyński zum neuen König. Die Wahl war nicht durch den Primas Radziejowski bestätigt worden, sondern von dem Bischof von Posen Mikołaj Święcicki, was gegen die Regeln war. Am 4. Oktober 1705 wurde Leszczyński durch den Erzbischof von Lwów, Konstanty Józef Zieliński gekrönt. Die Krönung fand in der Johanneskathedrale zu Warschau statt.
August II. jedoch gab die Krone nicht ab und hat dementsprechend auch nicht abgedankt.
Im Mai 1704 formierte sich die anti-schwedische Konföderation von Sandomir, die ein Adelsaufgebot vonnöten sahen und am 20. August den Vertrag von Narwa unterzeichneten, wodurch sich eine polnisch-russische Allianz etablierte und ein offizieller Krieg zwischen dem Staatenbund und Schweden erklärt wurde.
Diese Entscheidung führte zu einem Bürgerkrieg in Polen-Litauen zwischen den Unterstützern von Leszczyńskis und August II. Zunächst schaffte es August II. Warschau zurückzuerobern und gewann die Unterstützung von den meisten Senatoren, während einer Sitzung in Hrodno. Am 13. Februar 1706 verlor er allerdings die Schlacht bei Fraustadt und stand der schwedischen Besetzung von Sachsen gegenüber. Schließlich resignierte er bei der Altranstädter Friede von seinem Anspruch auf die polnische Krone.
August II. eroberte die polnische Krone im Jahr 1709 zurück, nach dem Sieg über Schweden in der Schlacht bei Poltawa. Als Rache stationierte das Russische Kaiserreich Truppen in Polen, wo sie die Stadt Leszno plünderten und verbrannten. Diese war das Eigentum der Leszczyński-Familie.